# Saint-Marcel, Savoie
Saint-Marcel este o comună în departamentul Savoie din sud-estul Franței. În 2009 avea o populație de 682 de locuitori.

## Evoluția populației
| An        | 1975 | 1982 | 1990 | 1999 | 2006 | 2009 |
| --------- | ---- | ---- | ---- | ---- | ---- | ---- |
| Populație | 921  | 778  | 770  | 678  | 692  | 682  |